# Kōki Ikeda
Kōki Ikeda (池田 向希, Ikeda Kōki, né le 3 mai 1998) est un athlète japonais, spécialiste de la marche, vice-champion olympique à Tokyo en 2021 et vice-champion du monde à Eugene en 2022 sur 20 km. 

## Carrière
Le 18 février 2018, Kōki Ikeda porte son record personnel sur 20 km à 1 h 19 min 13 à Kobe. Après avoir remporté le trophée Lugano de 2018, il devient le premier Japonais à remporter les Championnats du monde par équipes à Taicang sur 20 km, à la fois en individuel en 1 h 21 min 13 s, qu'avec ses coéquipiers Toshikazu Yamanishi et Isamu Fujisawa.
Il réédite cet exploit d’un double titre, individuel et par équipes, lors de l’Universiade de 2019 à Naples.
Auteur d'un nouveau record personnel en 1 h 17 min 25 s à Nomi en mars 2019, Ikeda participe ensuite aux championnats du monde de Doha en octobre où il termine à la sixième place. Aux Jeux Olympiques de Tokyo en août 2021, le Japonais décroche la médaille d'argent en 1 h 21 min 14 s, à seulement neuf secondes du vainqueur italien Massimo Stano. Il est l'un des deux seuls athlètes japonais (avec Toshikazu Yamanishi, troisième de l'épreuve) à obtenir une médaille lors de ces Jeux à Tokyo.
Lors des championnats du monde d'athlétisme 2022 à Eugene, il obtient la médaille d'argent en 1 h 19 min 14 s, à 7 secondes de son compatriote Toshikazu Yamanishi. Pour la première fois, deux Japonais font le doublé sur une épreuve de marche aux Mondiaux. 

## Palmarès
| Date | Compétition                     | Lieu    | Résultat | Épreuve      | Performance     |
| ---- | ------------------------------- | ------- | -------- | ------------ | --------------- |
| 2018 | Championnats du monde de marche | Taicang | 1er      | Par équipes  | 12 pts          |
| 2018 | Championnats du monde de marche | Taicang | 1er      | 20 km marche | 1 h 21 min 13 s |
| 2019 | Championnats du monde           | Doha    | 6e       | 20 km marche | 1 h 29 min 02 s |
| 2021 | Jeux Olympiques                 | Tokyo   | 2e       | 20 km marche | 1 h 21 min 14 s |
| 2022 | Championnats du monde           | Eugene  | 2e       | 20 km marche | 1 h 19 min 14 s |
| 2024 | Jeux olympiques                 | Paris   | 7e       | 20 km marche | 1 h 19 min 41 s |

## Records
| Épreuve         | Temps           | Date             | Lieu  |
| --------------- | --------------- | ---------------- | ----- |
| 10 000 m marche | 37 min 25 s 90  | 14 novembre 2020 | Inzai |
| 10 km marche    | 40 min 34 s     | 19 février 2017  | Kobe  |
| 20 km marche    | 1 h 16 min 51 s | 18 février 2024  | Kobe  |